# 费德里科·博纳佐利
费德里科·博纳佐利（Federico Bonazzoli，1997年5月21日—），是意大利男子足球运动员，司职前锋，现效力於意乙球队克雷莫納。

## 俱乐部生涯
2013年夏季，博纳佐利进入意大利足球甲级联赛球队国际米兰一线队名单。2014年5月18日，他在2013/14赛季意甲联赛最后一轮国际米兰对阵切沃的比赛第85分钟替补鲁本·博塔出场，上演职业生涯首秀。他也以16岁11个月27天的年龄成为历史上为国际米兰在意甲联赛出场的第二年轻球员。